# PASTEF
Африканские патриоты Сенегала за труд, этику и братство (фр. Patriotes africains du Sénégal pour le travail, l'éthique et la fraternité; PASTEF, Пастеф, ПАСТЕФ), или просто Патриоты Сенегала, — сенегальская политическая партия левого толка, основанная в 2014 году Усманом Сонко.
В парламентских выборах 2017 года PASTEF участвовала в составе Народного альянса, набравшего 1,13% голосов и избравшего депутатом Национального собрания своего лидера Усмана Сонко. Уже через два года, в 2019-м, последний, впервые приняв участие на президентских выборах, занял на них третье место с 15,67% голосов. В 2022 году коалиция «Освободить народ» вокруг PASTEF победила на местных выборах в ряде городов, включая Дакар, и пришла второй на парламентских с 56 депутатами.
Партия была распущена Министерством внутренних дел и общественной безопасности в 2023 году после обвинения в том, что PASTEF «часто призывала своих сторонников к мятежным движениям, что привело к серьёзным последствиям, включая гибель людей, множество раненых, а также акты разграбления государственной и частной собственности». Партия заявила, что будет обжаловать это решение как в Кассационном суде, так и в Суде ЭКОВАС.
На президентских выборах в Сенегале в 2024 году бывший генеральный секретарь PASTEF Бассиру Диомай Фай был избран президентом Сенегала. На парламентских выборах 17 ноября того же года года партия получила большинство в парламенте: она набрала 78,79% голосов избирателей и заполучила 130 мест.
Партия поддерживает тесные связи с французской левой партией «Непокорённая Франция».